# بيدرو بلانكو
بيدرو بلانكو (بالإسبانية: Pedro Blanco) هو شخصية أعمال إسباني، ولد في 1795، وتوفي في 1854.